# Slocumb-Syndrom
Das Slocumb-Syndrom ist benannt nach dem Rheumatologen Charles H. Slocumb aus Rochester/Minnesota. Es beschreibt das Cortisolentzugssyndrom, auch Steroid-Pseudorheumatismus genannt.
Bekommt ein Patient über einen langen Zeitraum das Steroidhormon Cortisol (ein Glucocorticoid) in einer hohen Dosis, so wird die eigene natürliche Produktionsstelle des Menschen – die  Nebennierenrinde – zurückgebildet. Dies entsteht dadurch, dass die eigene Produktion von Glucocorticoiden gehemmt wird, da dem Körper über Medikamente genügend Cortisol zugeführt wird. Wird nun das Medikament schlagartig abgesetzt, kann die Nebennierenrinde nicht der Nachfrage an Glucocorticoiden gerecht werden. Es kommt zu einem verminderten Glucocorticoidspiegel im Blut, wodurch Entzugserscheinungen entstehen.
- erhöhte psychische Labilität (Stimmungsschwankungen, emotionale Instabilität)
- Muskelschmerzen (hauptsächlich in den Oberschenkeln)
- Hyperreflexie
- Temperaturschwankungen
- erhöhte Blutsenkungsgeschwindigkeit
- Lupus-erythematodes-ähnliche Erscheinungen
- Panarteriitis
- Phlebitis

Es ist deshalb notwendig nach langer Glucocorticoidtherapie das Medikament auszuschleichen.